# Сарухан
Саруха́н (вірм. Սարուխան) — село в марзі Гегаркунік, на сході Вірменії. Одне з найбільших сіл Вірменії. Село розташоване за 10 км на південь від міста Гавар, за 2 км на північний захід від села Ланджахпюр, за 5 км на південь від села Карміргюх та за 4 км на південний схід від села Гандзак. В селі бере свій початок річка Гаварагет.